# Thomas W. Cobb
Thomas Willis Cobb, född 1784 i Columbia County i Georgia, död 1 februari 1830 i Greensboro i Georgia, var en amerikansk politiker och jurist. Han representerade delstaten Georgia i båda kamrarna av USA:s kongress, först i representanthuset 1817–1821 samt 1823–1824 och sedan i senaten 1824–1828. Cobb profilerade sig som slaveriförespråkare.
Cobb studerade juridik under William H. Crawford och inledde sin karriär som advokat i Georgia. Demokrat-republikanen Cobb efterträdde 1817 Wilson Lumpkin som kongressledamot. Han var motståndare till Missourikompromissen. Han efterträddes 1821 av Alfred Cuthbert. Cobb blev invald i representanthuset på nytt i kongressvalet 1822 som en anhängare av Crawford. Han stödde Crawfords kandidatur i presidentvalet i USA 1824.
Senator Nicholas Ware avled 1824 och efterträddes av Cobb som från och med 1825 hörde till Andrew Jacksons anhängare i senaten. Cobb avgick 1828 för att tillträda en domarbefattning.
Cobbs grav finns på Greensboro City Cemetery i Greensboro. Cobb County har fått sitt namn efter Thomas W. Cobb.